# Léproserie de Meursault
 (juin 2014).
Si vous disposez d'ouvrages ou d'articles de référence ou si vous connaissez des sites web de qualité traitant du thème abordé ici, merci de compléter l'article en donnant les références utiles à sa vérifiabilité et en les liant à la section « Notes et références ».
La léproserie de Meursault ou maison-Dieu ou Hôtel-Dieu ou hôpital de Meursault est une ancienne léproserie / maison-Dieu / Hôtel-Dieu / hôpital de style roman, fondée au XIIe siècle par le duc Hugues II de Bourgogne à Meursault en Côte-d'Or en Bourgogne-Franche-Comté.

## Historique
En 1142 le duc Hugues II de Bourgogne fonde cette léproserie organisée en trois parties : la porterie, la chapelle et la grande salle des malades, à une époque où il en existe une centaine dans le duché de Bourgogne, et période où les épidémies de lèpre sont très répandues. 

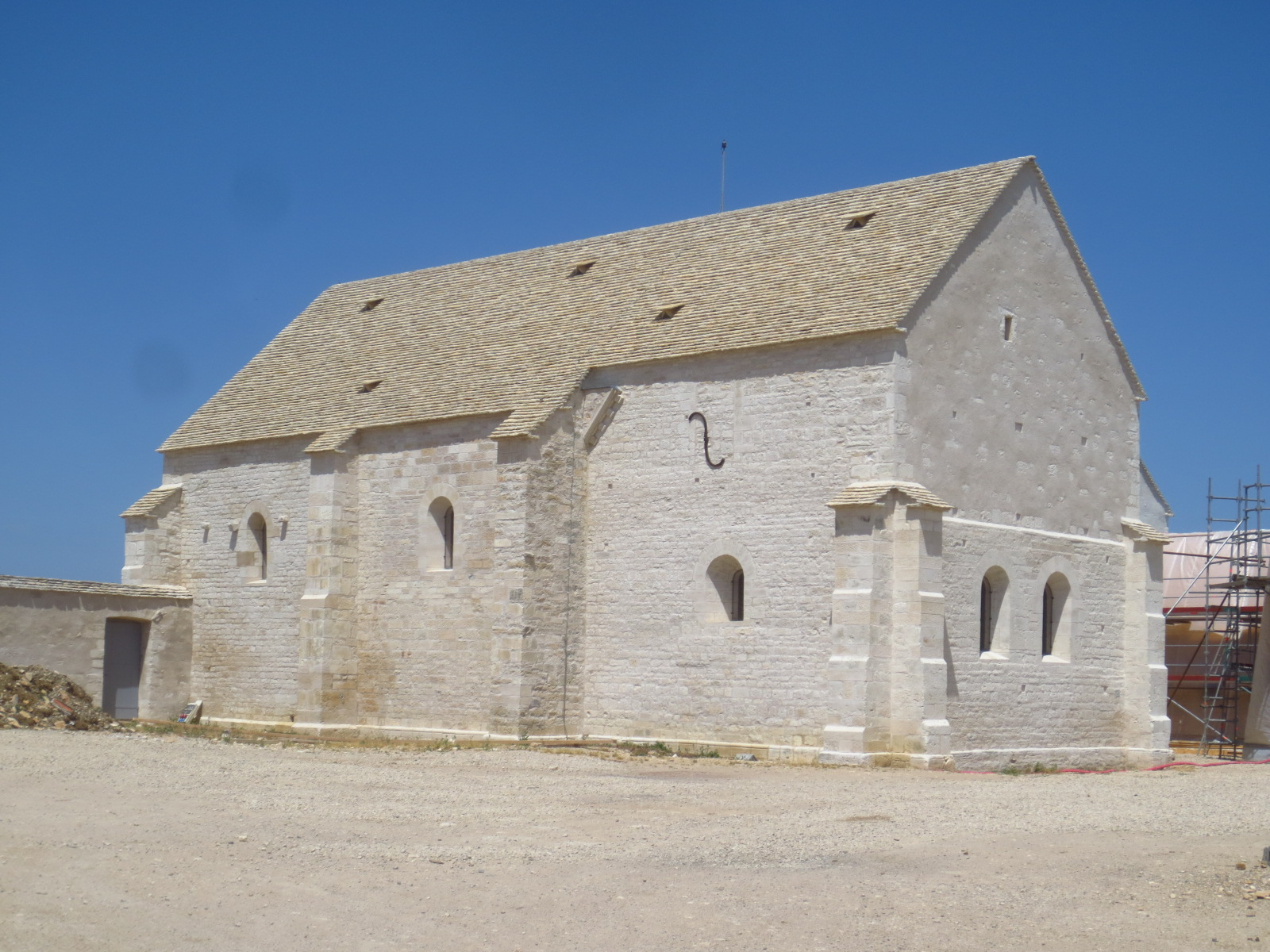
Ancienne chapelle du XIIe siècle, couverte de lave calcaire de Bourgogne.

Les lépreux y vivaient retranchés du monde avec de très importantes règles de séquestration. Ils pouvaient sortir vêtus d'un costume spécial, en signalant leur arrivée de loin aux passants avec une cliquette, une cloche ou des crécelles, pour éviter de transmettre à la population leur maladie infectieuse chronique à haut degré de contagion.
Hormis les épidémies de lèpre, ces établissements sont utilisés pour soigner les malades et les pauvres.
En 1358 l'évêque d'Autan Guillaume II de Thurey en fait don à l'abbaye Sainte-Marguerite de Bouilland, à 25 km au nord, à charge pour elle d'effectuer les travaux nécessaires et de pourvoir aux soins des patients.
En 1760 elle est associée aux Hospices de Beaune à 10 km au nord, par ordonnance royale du roi Louis XV.
Au XIXe siècle les bâtiments sont reconvertis en ferme agricole.
La chapelle et le bâtiment de la porterie sont inscrits au titre des monuments historiques par arrêté du 26 mai 1926 ; les autres bâtiments, le mur de clôture nord et le sol de l'ancien enclos sont eux inscrits par arrêté du 11 février 2003.
Entre 2012 et 2014 la municipalité entreprend un important programme de fouilles archéologiques et de restauration d'environ 3 millions €, pour transformer la chapelle du XIIe siècle constituée d'une nef et d'un chœur et la grande salle des pauvres, dotées d'un toiture remarquable en lave calcaire de Bourgogne, en importante salle de réception municipale.
Le monument restauré est intégré au projet de « candidature des Climats de Bourgogne à l'inscription sur la liste du Patrimoine mondial de l'Unesco (Organisation des Nations unies pour l'éducation, la science et la culture) », proposé et présidé depuis 2006 par le viticulteur bourguignon Aubert de Villaine.